# أمريتا براكاش
أمريتا براكاش هي عارضة وممثلة هندية، ولدت في 12 مايو 1987 بجايبور في الهند.

## وصلات خارجية
- أمريتا براكاش على موقع IMDb (الإنجليزية)
- أمريتا براكاش على موقع قاعدة بيانات الفيلم (الإنجليزية)